# Агатокъл Пелски
Вижте пояснителната страница за други личности с името Агатокъл.
Агатокъл Пелски (на старогръцки: Ἀγαθοκλῆς) e баща на диадохския владетел Лизимах на Тракия.
Агатокъл е по рождение тесалиец от Кранон в регион Лариса. Неговият баща вероятно се казва Алкимах. Той става добър приятел на Филип II (упр. 359 пр. Хр.-336 пр. Хр.) и получава македонско гражданство. Филип II го изпраща в Пела. Там той се издига в македонското общество.
Агатокъл се жени за гъркиня, тесалийка, вероятно с името Арсиноя. С нея той има четирима сина:
- Алкимах
- Лизимах (* 361/360 пр. Хр. в Пела; † февруари 281 пр. Хр.), един от диадохите на Александър Велики
- Автодик, дипломат
- Филип